# القود (أفلح اليمن)

تعديل مصدري - تعديل

القود هي إحدى قرى عزلة بني يوس بمديرية أفلح اليمن التابعة لمحافظة حجة، بلغ تعداد سكانها 113 نسمة حسب تعداد اليمن لعام 2004.